# Phil Bryant
Dewey Phillip "Phil" Bryant (Moorhead, Mississipi, 9 de desembre de 1954) és un polític estatunidenc del Partit Republicà. Des de gener de 2012 ocupa el càrrec de governador de Mississipi.